# Изабела Клара Австрийска
Изабела Клара Австрийска (на италиански: Isabella Clara d'Austria; * 12 август 1629, Инсбрук; † 24 февруари 1685, Мантуа) от фамилията Хабсбург, е ерцхерцогиня на Австрия, и чрез женитба херцогиня на Мантуа (1649 – 1665) и Монферат (1660 – 1665).

## Живот
Дъщеря е на ерцхерцог Леополд V от Австрия-Тирол (1586 – 1632) и Клавдия де  Медичи (1604 – 1648), дъщеря на Фердинандо I де Медичи велик херцог на Тоскана. Тя е племенница на император Фердинад II. Нейната сестра Мария Леополдина чрез женитба с Фердинанд III (1608 – 1657) става през 1648 г. римско-немска кралица.
Изабела се омъжва на 7 ноември 1649 г. за Карло III Гонзага (* 31 октомври 1629, † 14 август 1665) от 1637 г. херцог на Мантуа и Монферат. Бракът е политически. Карло има по това време дълга любовна връзка с Маргарета Казаласко дела Ровере. След като разбира за тази връзка Изабела чрез папа Александър VIII успява да изгони Маргарета в Рим. Изабела Клара започва връзка с граф Карло Булгарини.
След смъртта на нейния съпруг тя е от 1665 до 1669 г. регентка за малолетния си син в Херцогство Мантуа. Нейният любовник тя прави премиер-министър на Матуа. През 1671 г. император Леополд I обвинява двамата в блудство. Изабела бяга в манастира на Урсулините, граф Карло Булгарини (покръстен евреин) се скрива при доминиканците. По императорски указ те трябва да останат в манастирите, където са избягали. Изабелла Клара взема името Магдалена II и остава до края на живота си в манастира на Урсулините. Погребана е в манастирската църква.

## Деца
Изабела и Карло III Гонзага имат само един син:
- Фердинандо Карло Гонзага (Карло IV) (1652 – 1708), последва баща си като херцог.